# “九·一八”历史博物馆
41°50′03″N 123°27′42″E / 41.83415°N 123.46175°E

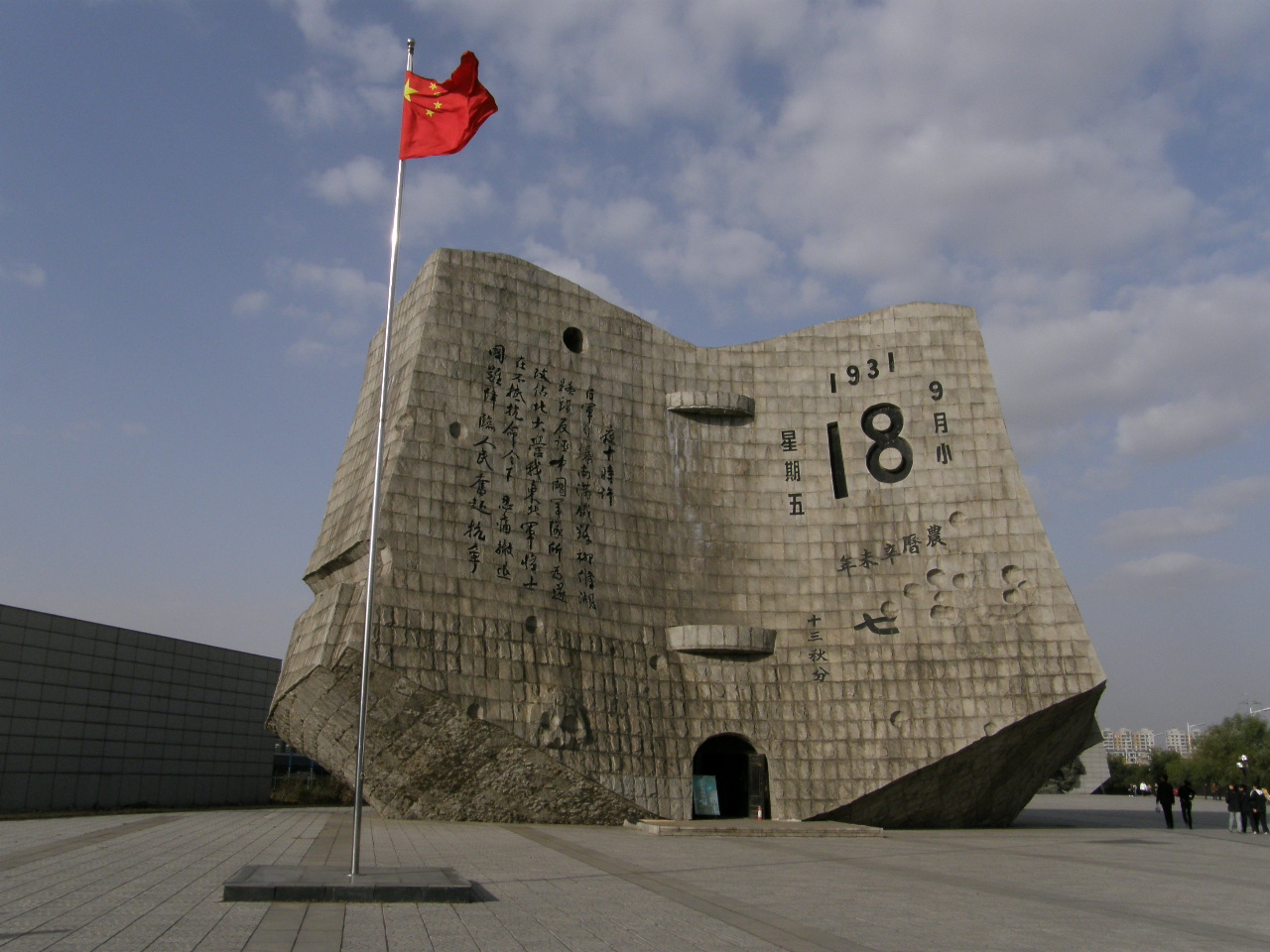

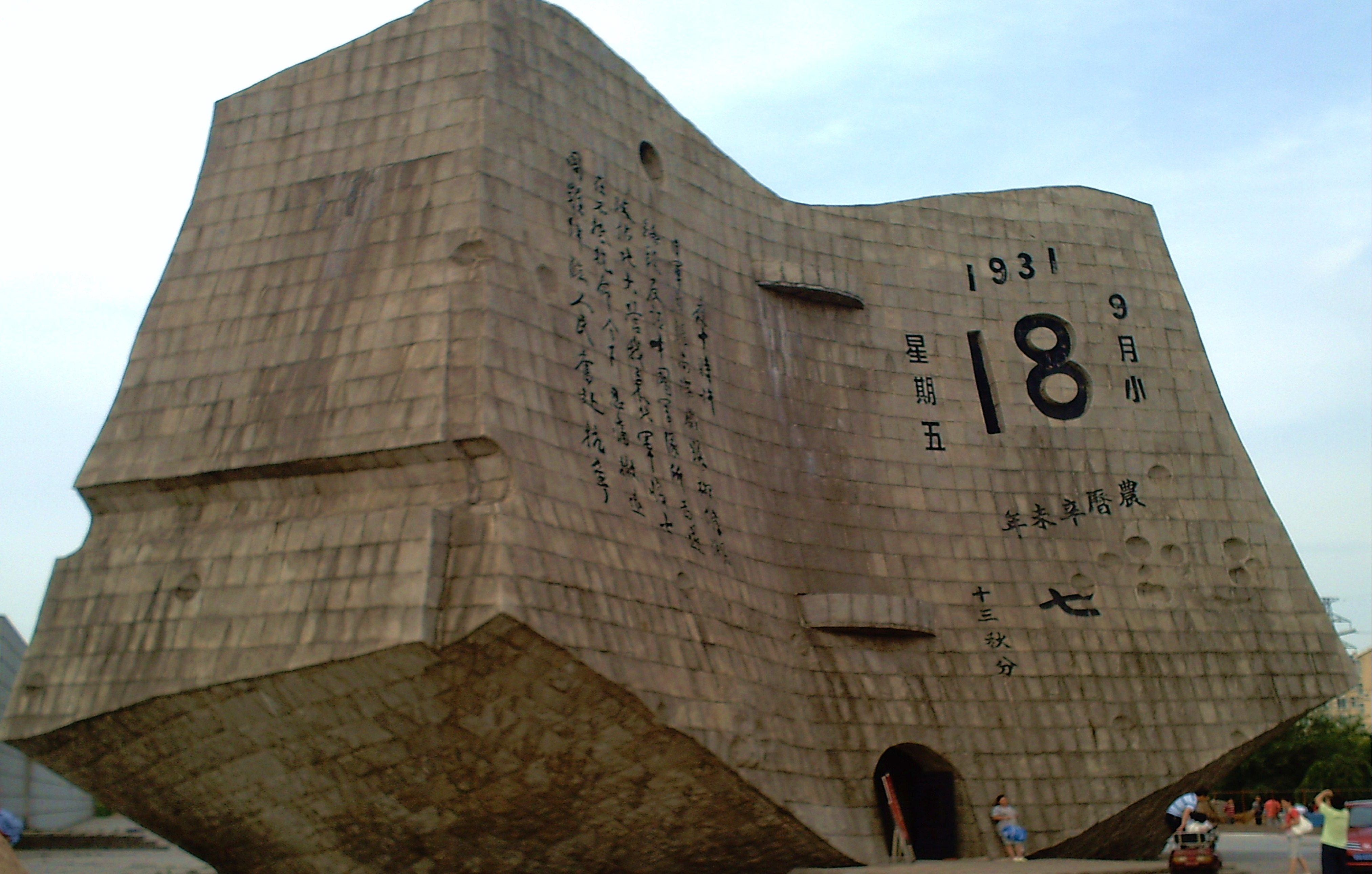

“九·一八”历史博物馆是位于中国辽宁省沈阳市大东区望花南街46号的一座介绍九一八事变的博物馆。该馆是在1991年开馆的原残历碑以及地下展厅的基础上，于1997年9月开始扩建，1999年9月18日正式落成并开馆。该馆收藏了九一八事变前后的大批珍贵历史照片及文物。该馆内还有日本遗孤立于1999年8月20日的感谢中国养父母碑。

## 感谢中国养父母碑
感谢中国养父母碑是“九·一八”历史博物馆内的一座纪念碑，立于1999年，为二战后遗留在中国的日本遗孤为他们的中国养父母所立。
1450名日本遗孤自发捐资筹建了该铜碑。1999年8月20日，100多名遗孤代表重返中国，与来自东北三省15个家庭的中国养父母共同参加了揭碑仪式。该碑为铜制，为一对中国夫妇和他们收养的一个日本小孩的雕像。
2007年4月12日，中华人民共和国国务院总理温家宝在日本国国会发表的题为《为了友谊与合作》的演讲中，提及了该碑的意义，称：
中国老一辈领导人曾多次指出：那场侵略战争的责任，应该由极少数军国主义分子承担，广大日本人民也是战争受害者，中国人民要同日本人民友好相处。在战火纷飞的年代，聂荣臻元帅在战场上救助日本孤儿美穗子，亲自精心照料，并想方设法把她送回到亲人身边。1980年，美穗子携家人专程去中国看望聂帅。这个故事感动了许多人。战后，有2808名日本孩子被遗弃在中国，成为孤儿。饱受战争创伤的中国人收留了他们，把他们从死亡线上拯救出来，并抚育成人。中日邦交正常后，中国政府为这些遗孤寻亲提供了极大的帮助。至今已有2513名日本遗孤返日定居。他们当中许多人回国后，自发成立了诸如“中国养父母谢恩会”等民间团体，并在中国捐建了养父母公墓和“感谢中国养父母碑”，其中一个碑文这样写道：“我们对中国养父母的人道精神和慈爱之心深深地感激，此恩永世不忘……”。